# Ranspach
Ranspach ist eine französische Gemeinde mit 778 Einwohnern (Stand 1. Januar 2022) im Département Haut-Rhin in der Region Grand Est (bis 2015 Elsass). Sie gehört zum Arrondissement Thann-Guebwiller, zum Kanton Cernay und ist Mitgliedsgemeinde des Kommunalverbandes Vallée de Saint-Amarin.

## Geografie
Die Gemeinde Ranspach liegt im Thurtal in den Vogesen zwischen Thann und dem Col de Bussang. Das Gemeindegebiet ist Teil des Regionalen Naturparks Ballons des Vosges.  

## Bevölkerungsentwicklung
| Jahr      | 1962 | 1968 | 1975 | 1982 | 1990 | 1999 | 2007 | 2017 |
| Einwohner | 1084 | 964  | 885  | 844  | 907  | 892  | 853  | 819  |

## Geschichte
Bis zur Französischen Revolution gehörte der Ort zum Amt Sankt Amarin (Vogtei Sankt Amarin) der Fürstabtei Murbach.

## Persönlichkeiten
- Eugen Müller (* 1861 in Ranspach; † 1948 in Straßburg), römisch-katholischer Geistlicher und Professor der Theologie und Politiker

## Galerie

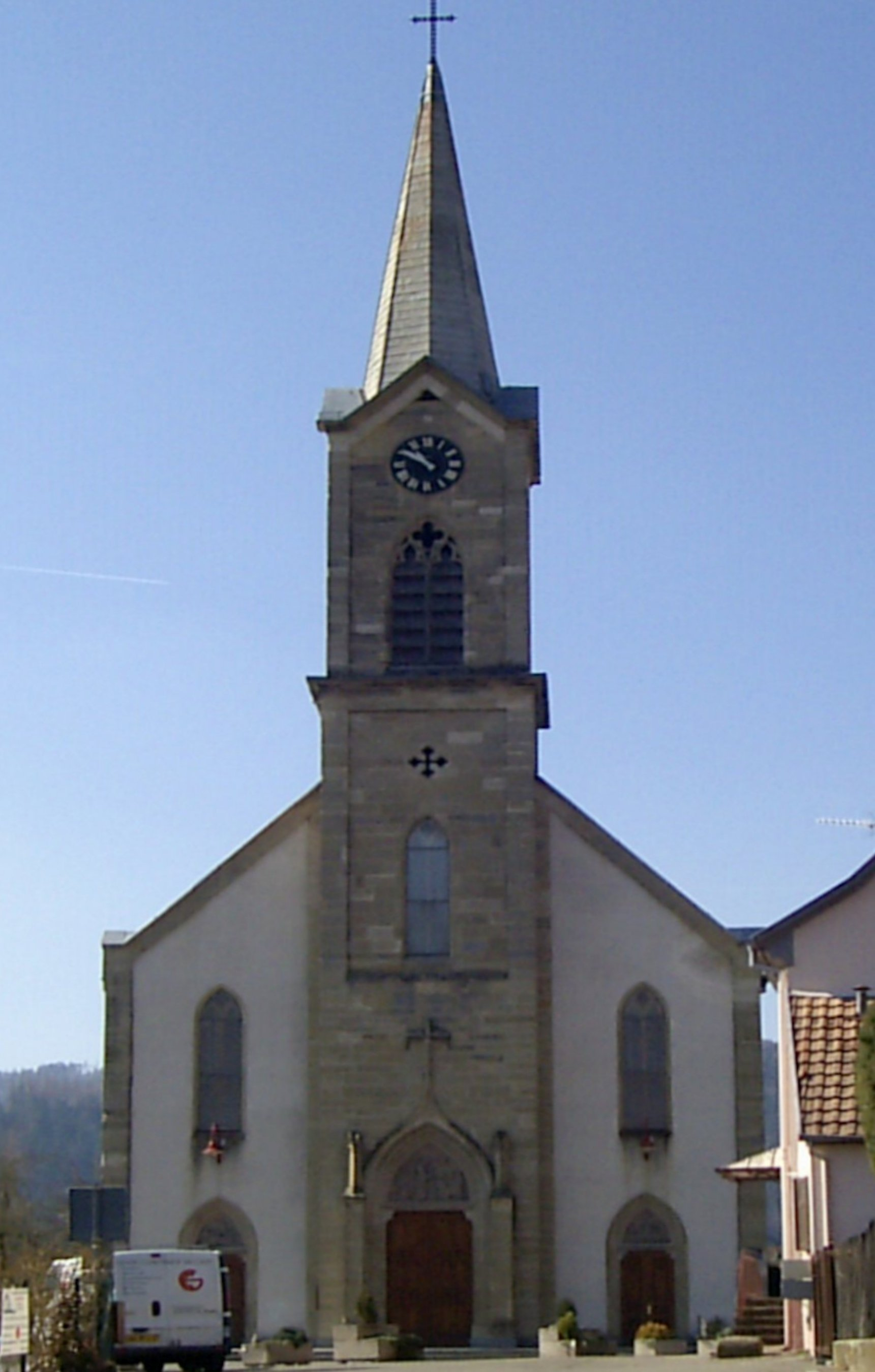
Kirche St. Antonius von Padua, 1856 erbaut
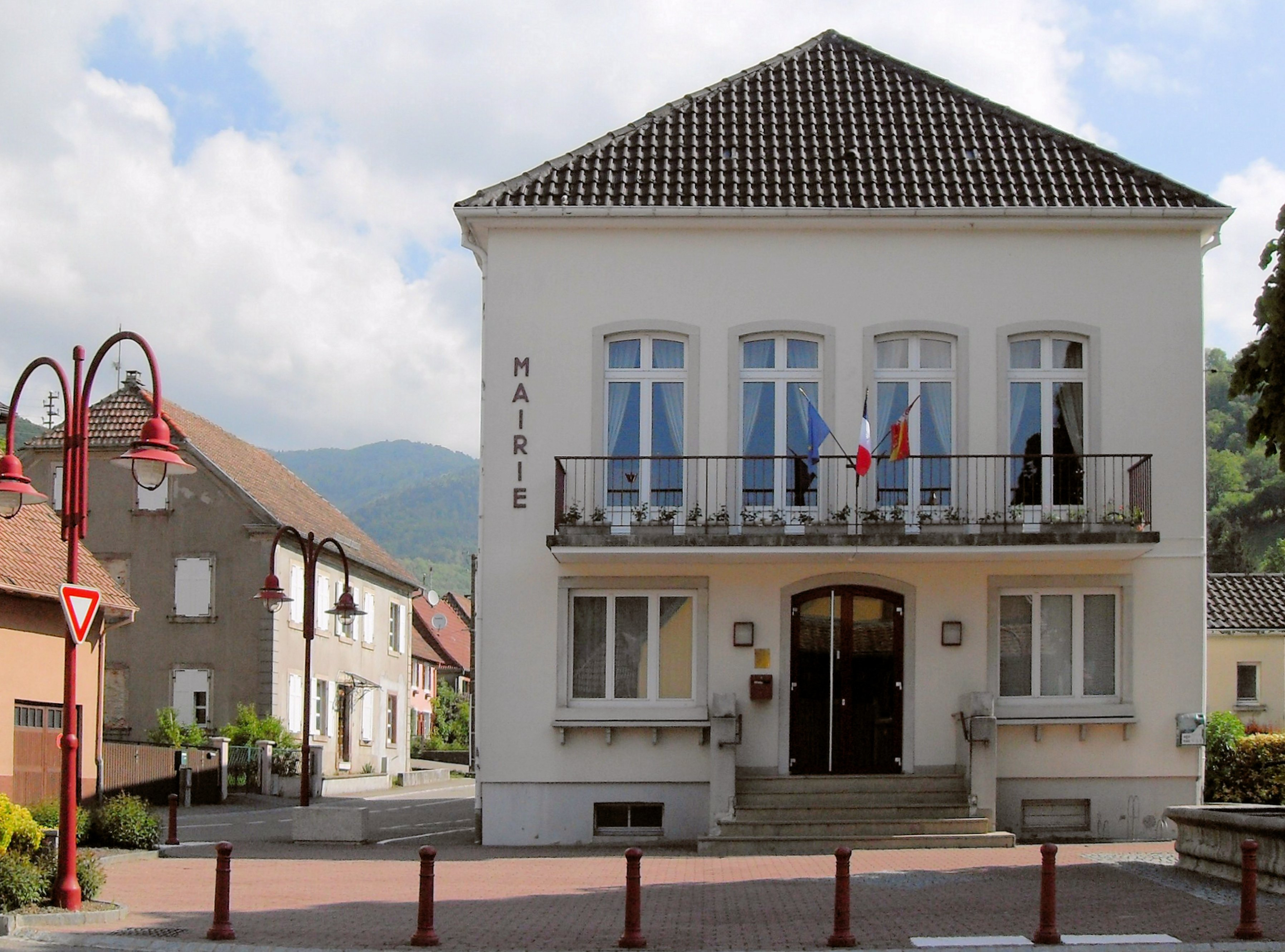
Mairie Ranspach